# Mimi (Sängerin, 1985)
MiMi (eigentlich Sarah Müller-Westernhagen, * 14. September 1985 in Großbritannien) ist eine britische Popsängerin.

## Leben
Ihre Eltern sind die Schauspielerin und Fotografin Polly Eltes und der Sänger und Schauspieler Marius Müller-Westernhagen; die Eltern trennten sich 1988, als Mimi drei Jahre alt war. Sie wuchs in Twickenham auf. Ersten Gitarrenunterricht erhielt sie von einem Freund ihrer Mutter und nahm Gesangsunterricht bei einer Opernsängerin.
Bereits als Siebenjährige schrieb sie eigene Lieder und trat im Alter von 15 Jahren zum ersten Mal in einem Folkclub als Sängerin auf. 2004 gründete sie ihre  Glam-Punk-Band Battlekat. Sie ging unter anderem auch mit dem Sohn von Volker Schlag (X Factor), Billy Ray Schlag, auf Tour. Sie arbeitete als Model, etwa für den Otto-Versand. Eine Bilderstrecke mit Mimi erschien im deutschen Playboy in der Ausgabe Mai 2009, bei der sie auch auf dem Cover zu sehen war. 
2011 veröffentlichte sie ihr Debütalbum Road to Last Night, dessen Lieder sie auch schrieb und dessen Cover sie illustrierte.
2011 unterstützte Mimi im Rahmen von X Factor Till Brönner im Juryhaus in Schottland.
Mit ehemaligen Bandmitgliedern der Gruppe Battlekat stellte Mimi ihre neue Begleitband The Mad Noise Factory zusammen.

## Diskografie
Alben
- 2011: Road to Last Night
- 2014: Nothing but Everything (mit The Mad Noise Factory)